# Vaivase-Tai Soccer Club
Vaivase-Tai é um clube de futebol fundado no ano de 1962. Possui sua sede em Apia, na Samoa. Disputa a Upolu Premier League, equivalente à primeira divisão nacional.
O clube possui seis títulos registrados da liga, mais que qualquer outro clube no país.

## Títulos
- Upolu Premier League: 1979, 1980, 1981, 1983, 1998 e 2006
- Champ of Champs: 2002